# Dukuh Mencek
Dukuh Mencek is een bestuurslaag in het regentschap Jember van de provincie Oost-Java, Indonesië. Dukuh Mencek telt 7735 inwoners (volkstelling 2010).